# Core rope memory
Core rope memory er en form for hovedlager til en computer, der er beslægtet med ferritkernelageret, men alligevel meget forskelligt. Core rope memory er karakteriseret ved kun at kunne læses, indholdet kan ikke ændres. Indholdet, de enkelte bit, er omhyggeligt ”syet” ind i rækker af ferritkerner, der fungerer som transformatorer. Core rope memory er altså en form for ROM-hukommelse. De enkelte ferritkerner kan benyttes i adskillige ord, man lader en ny adresseledning gå igennem eller forbi den samme række af ferritkerne, hvorved data kan pakkes meget tættere end i et ferritkernelager. Der spares altså plads og vægt.

## Opbygning og funktion
Som i ferritkernelageret har man en matrix af kerner, men trådningen er helt anderledes. Ferritkernerne skal her ikke magnetiseres permanent, det er faktisk uønsket. I stedet danner de en lille transformator. Hvis man nu har et ord på 16 bit, så vil man have 16 bit-tråde på den ene led. Disse tråde føres igennem hver kerne svarende til samtlige mulige bit med det samme nummer. På den anden led har man ord-trådene, en tråd for hvert ord i den pågældende del af hukommelsen. Denne tråd føres igennem en kerne, hvis den pågældende bit skal være 1, og føres uden om kernen, hvis den skal være 0. Skal man læse et ord, sender man et kort strømstød gennem den rigtige ord-tråd. Går den gennem en ring, dannes der et magnetfelt i den pågældende ring. Dette nye magnetfelt inducerer et strømstød i den tilsvarende bit-tråd, der nu kan læses som et 1. Går tråden uden om den pågældende ring, så sker der intet, hvilket tolkes som 0.
En af fordelene er, at én ferritring kan bruges mange gange, idet man trækker nogle andre ledninger igennem den samme ring. Der kan være temmelig mange. På den måde kan det være pladsbesparende, sådan relativt. I Apollos computer kunne én kerne genbruges i 24 ord. I nogle tilfælde lavede man trådningen helt manuelt. Til Apollo-projektet havde man en computerstyret arm, der viste, hvor tråden skulle trækkes igennem. Selve ”syningen” skete med håndkraft. Begge dele var udpræget kvindearbejde. Betegnelsen rope skyldes, at de mange kobbertråde, der løber gennem ferritringene, i nogle udgaver ligner reb. 
Rope memory blev som nævnt blandt andet brugt til softwaren på Apollo-rumskibene. Det er også blevet brugt til mikrokoden på CISC-maskiner. Systemet kan ses på siden af f.eks. en GIER-maskine, hvor det kaldes en kerneenhed.